# Sandra Kirby
Sandra Louise Kirby (* 6. September 1949 in Calgary) ist eine kanadische Ruderin, Soziologin und Autorin.

## Leben
Kirby studierte an der University of British Columbia und an der McGill University Soziologie und Sportunterricht. Als Hochschullehrerin unterrichtete sie Soziologie an der University of Winnipeg. Sie veröffentlichte mehrere Werke als Autorin im Bereich LSBTI im Sport.
Bei den Olympischen Sommerspielen 1976 war Kirby Mannschaftsmitglied im Rudern im Doppelvierer. Kirby outete sich als lesbisch.

## Auszeichnungen und Preise (Auswahl)
- Kanadische Sports Hall of Fame
- Officer of the Order of Canada.[3]

## Werke (Auswahl)
- The dome of silence : sexual harassment and abuse in sport (2000, 2008)
- Playing it Forward: 50 years of Women and Sport in Canada
- Experience research social change : methods from the margins (1998, 2010, 2017)
- 1993: Games analysis
- 1986: High performance female athlete retirement